# Tomàs Sala i Gabriel
Tomàs Sala i Gabriel (Guissona, 1857 - Barcelona, 5 de juliol de 1952) fou un pintor i dibuixant català.
Era germà del també pintor Joan Sala i Gabriel. Els dos, a la dècada del 1880 van establir-se a París. Des d’allà, no deixà de col·laborar amb revistes catalanes com L’Esquella de la Torratxa, on van publicar els seus dibuixos durant divuit anys. Tant als dibuixos com a les pintures signava com T. Sala. Mai va deixar de mantenir el contacte amb el país, sostenint subscripcions a les revistes culturals catalanes o seguir la correspondència amb els amics de Barcelona. També va viatjar al nord d'Àfrica, concretament al Marroc, on va pintar obres paisatgístiques i alguns retrats. Va casar-se amb la germana del poeta Ramon Coll i Gorina. És l'autor de les cobertes de l’Almanach de L'Esquella de la Torratxa dels anys 1903, 1905 i 1907.
El Museu Reina Sofia de Madrid posseeix obra seva.
Va ser un il·lustrador de cobertes de llibres molt demandat. S'inicià el 1884 en fer la coberta del llibre de poemes del seu cunyat Ramon Coll i Gorina, Un grapat de donas. Aquell mateix any també va il·lustrar amb una sèrie de gravats els llibres de bibliòfil de l'editorial Salvatella, com per exemple Fígaro, de Mariano José de Larra; el recull d'articles Colección de obras escogidas de Jovellanos i, el 1885, les Obras clásicas de Don Francisco de Quevedo i alguns llibres de l'escriptora Emilia Pardo Bazán. També és l'autor del conegut plafó-anunci del Cafè del Teatre Espanyol l’any 1918.